# رضاعة هيبرمان

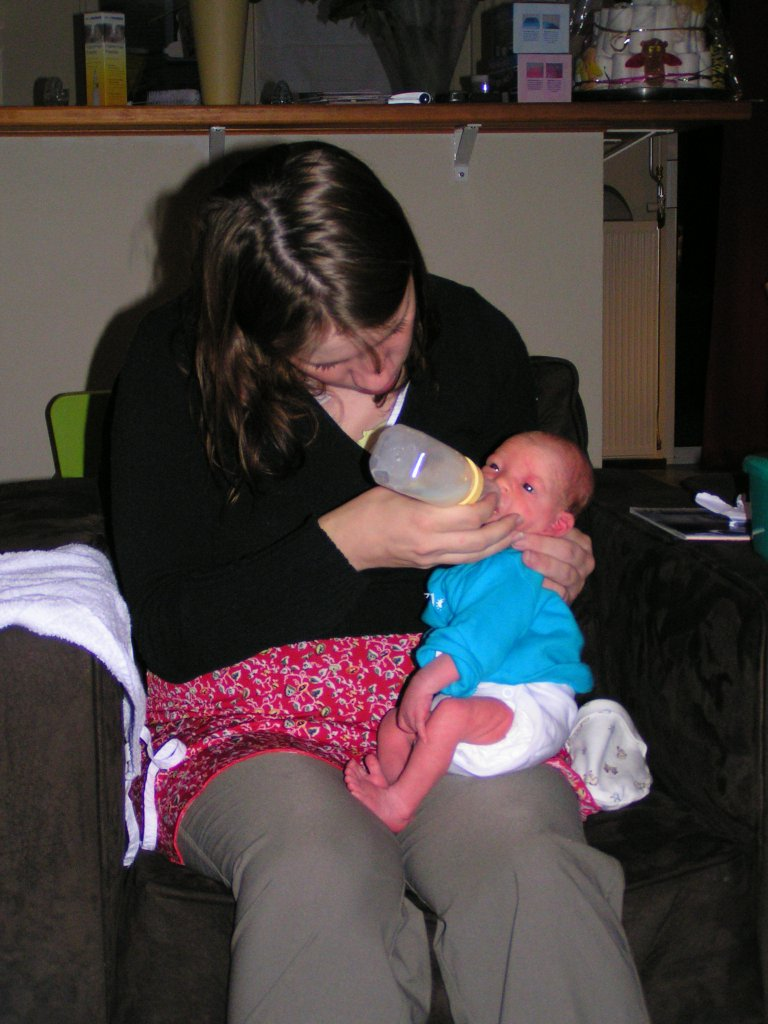
طفل يتغذى باستخدام رَضَّاعة هيبرمان. يسمح وضع الجلوس المستقيم للجاذبية بمساعدة الطفل على ابتلاع الحليب

رَضَّاعة هيبرمان «علامة تجارية مسجلة» هي زُجاجة رضاعة خَاصة سُميت باسم المُخترعة ماندي هيبرمان للرضع الذين لديهم ضعف في قدرة المصّ «بسبب فلح الشِفة والحنك مثلًا أو متلازمة موبيوس» حَيث تَصميم الرِضاعة يُحاكي رضاعة الثدي.

## الأصل
البحث العلمي لماندي هيبرمان ضم التواصل مع جمعية فلج الشِفة والحنك لبريطانيا العظمى، ودِراسة تصويرات تنظيرية سينيمائية لرضاعة الأطفال، كي تَفهم بشكل أفضل آلية الرضاعة. وقد لاحَظت بشكلٍ خاصٍ الفرق بين رضاعة الزُجاجات (والذي هو مصّ بالدرجة الأولى) ورضاعة الثدي (الضخ بالدرجة الأولى).

## آلية العمل

مقطع عرضي لرَضَّاعة هيبرمان

تصميم الزجاجة يسمح للرَضَّاعةِ أَن تَعمل عَن طَريق اللسان وضغط اللثة، كتَقليد للمِيكانيكية المُشاركة في رضاعة الثدي، بدلًا ِمن المصّ. وهناك صِمام مِن اتجاه واحد يفصل الحَلمة عن الزجاجة. قبل البدء في الرضاعة، يُخرج الهواء من الحلمة وتلقائيًا يُستبدل بالحليب أو بطريقةٍ ما من الصمام. الحليب لا يمكن أَن يَعود لداخل الزُجاجة ويعاد ملؤه باستمرار خلال تغذية الرضيع. فتحة الصمام الموجودة عند قِمة الحلمة تُغلق بين ضغطات الفك، منعًا للطفلِ مِن أن يكون مغمورًا بالحليب. إيقاف أو تقليل تدفق الحَليب مُحكم عن طريق لف الحَلمة بفم الطفل. عادة الحلمة تكون مُعلَّمة بخطوط تشير بتدفق منخفض، متوسط، ومرتفع. وللأطفال الذين يحتاجون مساعدة في محاولات تغذيتهم، الأم – أو شخصًا ما يغذي الطفل – أن يَدفع برفق الحلمة للطفل.
الأرقام الموجودة في المقطع العرضي مذكورة أدناه:
1-الحَلمة، الجزء الذي يُدرج في فم الرضيع.
2-الحلمة، الجزء الذي يُستخدم لضخِ الحليب بِرفق إلى فَم الرضيع والحفاظ على الحلمة ممتلئة بالحليب.
3-جزء مرن مِن الصمام. لأن الحليب في الحلمة لايُعاد داخل الزجاجة، وفي نفس الوقت يُضخ الحليب خلال الحلمة.
4-طوق للحِفاظ على الحلمة والصِمام بقمة الزجاجة.
5- زجاجة رضاعة قياسية (الجزء العلوي فقط هو الموضح).

### وصلات خارجية
http://www.mandyhaberman.com/haberman-feeder نسخة محفوظة 11 أبريل 2018 على موقع واي باك مشين.
https://www.muhealth.org/conditions-treatments/pediatrics/pediatric-plastic-surgery
http://craniofacial.seattlechildrens.org/conditions_treated/feeding.asp#bottle